# Emperor Bay
Emperor Bay är en vik i Antarktis. Den ligger i Östantarktis. Argentina och Storbritannien gör anspråk på området.